# Marisol González Felip
Marisol Gonzàlez i Felip (Nules, Plana Baixa, Castelló, 17 de juny de 1962) és una poetessa valenciana. El 1985 es va llicenciar per la Universitat de València. A continuació va esdevindre professora de valencià d'ensenyament secundari i membre de l'Acadèmia Valenciana de la Llengua.
Ha publicat entre d'altres Les hores baixes (1988), Afegiràs abril (1993), Paral·lelament a la fosca (1999). Si bé la seua producció és majoritàriament en llengua catalana, ha publicat també en castellà. Ha rebut diversos premis per la seua activitat literària.

## Obra

### Poesia[2]
- Les hores breus (Nules: Ajuntament de Nules, 1988).
- L'edat deserta (Vila-real: Ajuntament de Vila-real, 1990).
- La tendresa dels freixes (Nules: Ajuntament de Nules, 1991).
- Aprenc la separació (Vila-real: Ajuntament de Vila-real, 1992).
- Afegiràs abril (València: Derzet i Dagó, 1993).
- Sirimiri (València: La Forest d'Arana, 1994).
- Chubascos dispersos (València: Amós Belinchón, 1994).
- Mar d'heura (Vila-real: Ajuntament de Vila-real, 1995).
- Papallones de dilluns (Palma: Editorial Moll, 1996).
- Paral·lelament a la fosca (Benicull de Xúquer: Editorial 7 i mig, 1999).
- Pasqual (Benicull de Xúquer: Editorial 7 i mig, 2001).
- Paraula de retorn (Tria personal: 1988-2000) (València: Brosquil, 2002).

### Contes infantils[3]
- Contes d'aigua i rima amb un raget de llima (València: Derzet i Dagó, 1995).

### Diccionaris[3]
- Frases fetes al nord de la llengua. Diccionari de les comarques de Castelló (Castelló: Diputació de Castelló, 2000) (ISBN 8489944512; o 84-89944-51-2)